# Jos Boons
Jos Boons (Vorst, 13 februari 1943 – Laakdal, 15 december 2000) was een Belgisch wielrenner, die beroepsrenner was van 1965 tot 1972.

## Tweemaal kampioen
Hij nam in 1964 deel Olympische Spelen van Tokio waar hij een 37ste plaats behaalde. In 1965 won hij de Ronde van Vlaanderen bij de beloften tot 23 jaar.
Jos Boons won tweemaal het Belgisch kampioenschap: 

- 1964: het Belgisch kampioenschap wielrennen voor elite zonder contract, toen nog liefhebbers.
- 1967:  het Belgisch kampioenschap wielrennen voor elite, toen nog beroepsrenners.

In totaal won Jos Boons een 15-tal wedstrijden bij de beroepsrenners, waaronder in 1967 de Schaal Sels en in 1968 de  Omloop van het Waasland.

## Resultaten in voornaamste wedstrijden
| Jaar | Ronde van Italië | Ronde van Frankrijk | Ronde van Spanje |
| ---- | ---------------- | ------------------- | ---------------- |
| 1966 | 73e              | buiten tijd         |                  |
| 1968 |                  |                     |                  |

| Jaar | Gent-Wevelgem | Ronde van Vlaanderen |
| ---- | ------------- | -------------------- |
| 1966 |               |                      |
| 1968 | 53e           | 68e                  |